# Kadetrinne
Kadetrinne este o arie protejată (sit de importanță comunitară — SCI) din Germania întinsă pe o suprafață de 10.007 ha, integral marine.

## Localizare
Centrul sitului Kadetrinne este situat la coordonatele 54°29′17″N 12°15′11″E / 54.4881°N 12.2531°E.

## Înființare
Situl Kadetrinne a fost declarat sit de importanță comunitară în mai 2004 pentru a proteja 6 specii de animale.

## Biodiversitate
Situată în ecoregiunea continentală, aria protejată conține 1 habitat natural: Recifuri.
La baza desemnării sitului se află mai multe specii protejate:
- păsări (5): Clangula hyemalis, Gavia arctica arctica, cufundar mic (Gavia stellata), pescăruș mic (Larus minutus), eider (Somateria mollissima)
- mamifere (1): marsuin (Phocoena phocoena)

Pe lângă speciile protejate, pe teritoriul sitului au mai fost identificate 2 specii de plante, 41 de specii de nevertebrate.